# 三島由紀夫賞
三島由紀夫賞（みしまゆきおしょう）は、作家・三島由紀夫の業績を記念し新潮社の新潮文芸振興会が主催する文学賞。略称は「三島賞」。新潮社は新潮社文学賞（1954 - 1967年）、日本文学大賞（1969 - 1987年）を主催してきたが、それに代わるものとして、三島没後17年の1987年（昭和62年）9月1日に創設され、翌1988年（昭和63年）に選考・授与が開始された。
三島由紀夫は新潮社と付き合いが深く、『愛の渇き』『潮騒』をはじめ、書き下ろしの小説を何冊も出し、晩年は『豊饒の海』四部作を雑誌『新潮』に連載した。没後は新潮社から全集が出され、小説と戯曲の多くが新潮文庫に収録された。新潮社が芥川賞・直木賞と同種のカテゴリーを要求しつつ新しい才能を求めるべく打ち出したのが、三島由紀夫賞と山本周五郎賞である。

## 選考
対象は小説、評論、詩歌、戯曲の「文学の前途を拓く新鋭の作品一篇に授与する」としている。1993年（平成5年）に福田和也の評論が受賞する等、小説以外も幅広く顕彰しているのが特徴であるが、過去の候補作・受賞作のほとんどは小説作品である。
選考会は5月中旬頃（前年の4月1日から選考年の3月31日までの発表作品が選考対象）。受賞作家には、記念品および副賞100万円が授与される。選考委員は任期制で4年ごとに入れ替わることになっているが、再任が可能である。このため、筒井康隆と宮本輝は20年の長期にわたり選考することになった。
純文学以外のジャンル出身作家からの受賞がある（舞城王太郎、古川日出男、岡田利規など）。中堅作家やベテランが受賞することがある（矢作俊彦、蓮實重彦など）。

## 受賞作一覧

### 第1回から第10回
| 回（発表年）     |      | 著者           | 受賞・候補作                                                        | 刊行・掲載元                                |
| ---------------- | ---- | -------------- | ------------------------------------------------------------------- | ------------------------------------------- |
| 第1回（1988年）  | 受賞 | 高橋源一郎     | 『優雅で感傷的な日本野球』                                          | 1988年3月 河出書房新社                      |
| 第1回（1988年）  | 候補 | 井口時男       | 『物語論/破局論』                                                   | 1987年7月 論創社                            |
| 第1回（1988年）  | 候補 | 朝吹亮二       | 『OPUS』                                                            | 1987年9月 思潮社                            |
| 第1回（1988年）  | 候補 | 松浦理英子     | 『ナチュラル・ウーマン』                                            | 1987年2月 トレヴィル                        |
| 第1回（1988年）  | 候補 | 小林恭二       | 『ゼウスガーデン衰亡史』                                            | 1987年6月 福武書店                          |
| 第1回（1988年）  | 候補 | 中沢新一       | 『虹の理論』                                                        | 1987年6月 新潮社                            |
| 第1回（1988年）  | 候補 | 佐伯一麦       | 『雛の棲家』                                                        | 1987年10月 福武書店                         |
| 第1回（1988年）  | 候補 | 岩森道子       | 「雪迎え」                                                          | 『文學界』1988年4月号                       |
| 第1回（1988年）  | 候補 | 高瀬千図       | 『風の家』                                                          | 1987年2月 講談社                            |
| 第1回（1988年）  | 候補 | 島田雅彦       | 『未確認尾行物体』                                                  | 1987年10月 文藝春秋                         |
| 第1回（1988年）  | 候補 | 山田詠美       | 『風葬の教室』                                                      | 1988年3月 河出書房新社                      |
| 第1回（1988年）  | 候補 | 吉本ばなな     | 『キッチン』                                                        | 1988年1月 福武書店                          |
| 第2回（1989年）  | 受賞 | 大岡玲         | 「黄昏のストーム・シーディング」                                    | 『文學界』1988年12月号                      |
| 第2回（1989年）  | 候補 | 富岡幸一郎     | 『内村鑑三 偉大なる罪人の生涯』                                     | 1988年7月 リブロポート                      |
| 第2回（1989年）  | 候補 | いとうせいこう | 『ノーライフキング』                                                | 1988年8月 新潮社                            |
| 第2回（1989年）  | 候補 | 中村和恵       | 「内陸へ」                                                          | 『新潮』1988年12月号                        |
| 第2回（1989年）  | 候補 | 長野まゆみ     | 『少年アリス』                                                      | 1989年1月 河出書房新社                      |
| 第2回（1989年）  | 候補 | 島弘之         | 『感想というジャンル』                                              | 1989年3月 筑摩書房                          |
| 第2回（1989年）  | 候補 | 佐藤泰志       | 『そこのみて光り輝く』                                              | 1989年3月 河出書房新社                      |
| 第3回（1990年）  | 受賞 | 久間十義       | 『世紀末鯨鯢記』                                                    | 1990年3月 河出書房新社                      |
| 第3回（1990年）  | 候補 | 荻野アンナ     | 「ドアを閉めるな」                                                  | 『文學界』1989年12月号                      |
| 第3回（1990年）  | 候補 | 島田雅彦       | 『夢使い レンタルチャイルドの新二都物語』                           | 1989年11月 講談社                           |
| 第3回（1990年）  | 候補 | 鷺沢萠         | 「果実の船を川に流して」                                            | 『新潮』1989年12月号                        |
| 第3回（1990年）  | 候補 | 奥泉光         | 「滝」                                                              | 『すばる』1990年4月号                       |
| 第3回（1990年）  | 候補 | 比留間久夫     | 『YES・YES・YES』                                                   | 1989年12月 河出書房新社                     |
| 第4回（1991年）  | 受賞 | 佐伯一麦       | 「ア・ルース・ボーイ」                                              | 『新潮』1991年4月号                         |
| 第4回（1991年）  | 候補 | 松村栄子       | 「僕はかぐや姫」                                                    | 『海燕』1990年11月号                        |
| 第4回（1991年）  | 候補 | 矢作俊彦       | 『スズキさんの休息と遍歴 またはかくも誇らかなるドーシーボーの騎行』 | 1990年11月 新潮社                           |
| 第4回（1991年）  | 候補 | いとうせいこう | 『ワールズ・エンド・ガーデン』                                      | 1991年1月 新潮社                            |
| 第4回（1991年）  | 候補 | 芦原すなお     | 『青春デンデケデケデケ』                                            | 1991年1月 河出書房新社                      |
| 第4回（1991年）  | 候補 | 奥泉光         | 「葦と百合」                                                        | 『すばる』1991年1月号 - 3月号               |
| 第5回（1992年）  | 受賞 | なし           | なし                                                                | なし                                        |
| 第5回（1992年）  | 候補 | 伊井直行       | 『雷山からの下山』                                                  | 1991年7月 新潮社                            |
| 第5回（1992年）  | 候補 | 小林恭二       | 「瓶の中の旅愁」                                                    | 『海燕』1992年2月号                         |
| 第5回（1992年）  | 候補 | 魚住陽子       | 「公園」                                                            | 『新潮』1992年3月号                         |
| 第5回（1992年）  | 候補 | 野中柊         | 「アンダーソン家のヨメ」                                            | 『海燕』1992年3月号                         |
| 第5回（1992年）  | 候補 | 盛田隆二       | 「サウダージ」                                                      | 『マリ・クレール』1991年8月号 - 1992年3月号 |
| 第5回（1992年）  | 候補 | 鷺沢萠         | 「ほんとうの夏」                                                    | 『新潮』1992年4月号                         |
| 第5回（1992年）  | 候補 | 多和田葉子     | 『三人関係』                                                        | 1992年3月 講談社                            |
| 第6回（1993年）  | 受賞 | 車谷長吉       | 『鹽壺の匙』                                                        | 1992年10月 新潮社                           |
| 第6回（1993年）  | 受賞 | 福田和也       | 『日本の家郷』                                                      | 1993年2月 新潮社                            |
| 第6回（1993年）  | 候補 | 伊藤比呂美     | 『家族アート』                                                      | 1992年7月 岩波書店                          |
| 第6回（1993年）  | 候補 | 奥泉光         | 『ノヴァーリスの引用』                                              | 1993年3月 新潮社                            |
| 第6回（1993年）  | 候補 | 楡井亜木子     | 『チューリップの誕生日』                                            | 1993年1月 集英社                            |
| 第6回（1993年）  | 候補 | 保坂和志       | 「草の上の朝食」                                                    | 『群像』1993年3月号                         |
| 第7回（1994年）  | 受賞 | 笙野頼子       | 「二百回忌」                                                        | 『新潮』1993年12月号                        |
| 第7回（1994年）  | 候補 | 伊達一行       | 『妖言集』                                                          | 1993年11月 集英社                           |
| 第7回（1994年）  | 候補 | 松浦理英子     | 『親指Pの修業時代』                                                 | 1993年11月 河出書房新社                     |
| 第7回（1994年）  | 候補 | 別唐晶司       | 『メタリック』                                                      | 1994年2月 新潮社                            |
| 第7回（1994年）  | 候補 | 島弘之         | 『小林秀雄 悪を許す神を赦せるか』                                   | 1994年3月 新潮社                            |
| 第7回（1994年）  | 候補 | 柳美里         | 『Green Bench』                                                     | 1994年3月 河出書房新社                      |
| 第8回（1995年）  | 受賞 | 山本昌代       | 『緑色の濁ったお茶あるいは幸福の散歩道』                            | 1994年10月 河出書房新社                     |
| 第8回（1995年）  | 候補 | 飯嶋和一       | 『雷電本紀』                                                        | 1994年6月 河出書房新社                      |
| 第8回（1995年）  | 候補 | 保坂和志       | 『猫に時間の流れる』                                                | 1994年7月 新潮社                            |
| 第8回（1995年）  | 候補 | 阿部和重       | 『アメリカの夜』                                                    | 1994年7月 講談社                            |
| 第8回（1995年）  | 候補 | 三浦俊彦       | 『蜜林レース』                                                      | 1995年2月 河出書房新社                      |
| 第8回（1995年）  | 候補 | 山城むつみ     | 『文学のプログラム』                                                | 1995年4月 太田出版                          |
| 第9回（1996年）  | 受賞 | 松浦寿輝       | 『折口信夫論』                                                      | 1995年6月 太田出版                          |
| 第9回（1996年）  | 候補 | 石黒達昌       | 『94627』                                                           | 1995年8月 ベネッセコーポレーション          |
| 第9回（1996年）  | 候補 | 水村美苗       | 『私小説 from left to right』                                       | 1995年9月 新潮社                            |
| 第9回（1996年）  | 候補 | 角田光代       | 『学校の青空』                                                      | 1995年10月 河出書房新社                     |
| 第9回（1996年）  | 候補 | 辻仁成         | 『アンチノイズ』                                                    | 1996年1月 新潮社                            |
| 第9回（1996年）  | 候補 | 野中柊         | 「ダリア」                                                          | 『新潮』1996年4月号                         |
| 第10回（1997年） | 受賞 | 樋口覚         | 『三絃の誘惑 近代日本精神史覚え書』                                 | 1996年12月 人文書院                         |
| 第10回（1997年） | 候補 | 茂田真理子     | 『タルホ/未来派』                                                   | 1997年1月 河出書房新社                      |
| 第10回（1997年） | 候補 | 阿部和重       | 「インディヴィジュアル・プロジェクション」                          | 『新潮』1997年3月号                         |
| 第10回（1997年） | 候補 | 赤坂真理       | 『蝶の皮膚の下』                                                    | 1997年3月 河出書房新社                      |
| 第10回（1997年） | 候補 | 町田康         | 『くっすん大黒』                                                    | 1997年3月 文藝春秋                          |

### 第11回から第20回
| 回（発表年）     |      | 著者               | 受賞・候補作                                  | 刊行・掲載元                   |
| ---------------- | ---- | ------------------ | --------------------------------------------- | ------------------------------ |
| 第11回（1998年） | 受賞 | 小林恭二           | 「カブキの日」                                | 『群像』1998年4月号            |
| 第11回（1998年） | 候補 | 飯嶋和一           | 『神無き月十番目の夜』                        | 1997年6月 河出書房新社         |
| 第11回（1998年） | 候補 | 見沢知廉           | 『調律の帝国』                                | 1997年12月 新潮社              |
| 第11回（1998年） | 候補 | 角田光代           | 『草の巣』                                    | 1998年1月 講談社               |
| 第11回（1998年） | 候補 | 町田康             | 『夫婦茶碗』                                  | 1998年1月 新潮社               |
| 第11回（1998年） | 候補 | リービ英雄         | 『国民のうた』                                | 1998年3月 講談社               |
| 第12回（1999年） | 受賞 | 鈴木清剛           | 『ロックンロールミシン』                      | 1998年6月 河出書房新社         |
| 第12回（1999年） | 受賞 | 堀江敏幸           | 『おぱらばん』                                | 1998年7月 青土社               |
| 第12回（1999年） | 候補 | 東浩紀             | 『存在論的、郵便的 ジャック・デリダについて』 | 1998年10月 新潮社              |
| 第12回（1999年） | 候補 | 大塚銀悦           | 「久遠」                                      | 『文學界』1998年12月号         |
| 第12回（1999年） | 候補 | 辻征夫             | 「ぼくたちの（俎板のような）拳銃」            | 『新潮』1999年3月号            |
| 第12回（1999年） | 候補 | 赤坂真理           | 『ヴァニーユ』                                | 1999年3月 新潮社               |
| 第13回（2000年） | 受賞 | 星野智幸           | 「目覚めよと人魚は歌う」                      | 『新潮』2000年4月号            |
| 第13回（2000年） | 候補 | 角田光代           | 『東京ゲスト・ハウス』                        | 1999年10月 河出書房新社        |
| 第13回（2000年） | 候補 | デビット・ゾペティ | 「アレグリア」                                | 『すばる』2000年2月号          |
| 第13回（2000年） | 候補 | 伊井直行           | 『服部さんの幸福な日』                        | 2000年1月 新潮社               |
| 第13回（2000年） | 候補 | 宮沢章夫           | 『サーチエンジン・システムクラッシュ』        | 2000年3月 文藝春秋             |
| 第14回（2001年） | 受賞 | 青山真治           | 『ユリイカ EUREKA』                           | 2000年12月 角川書店            |
| 第14回（2001年） | 受賞 | 中原昌也           | 「あらゆる場所に花束が……」                    | 『新潮』2001年4月号            |
| 第14回（2001年） | 候補 | 大鋸一正           | 『緑ノ鳥』                                    | 2000年9月 河出書房新社         |
| 第14回（2001年） | 候補 | 佐川光晴           | 『生活の設計』                                | 2001年2月 新潮社               |
| 第14回（2001年） | 候補 | 黒川創             | 『もどろき』                                  | 2001年2月 新潮社               |
| 第14回（2001年） | 候補 | 堂垣園江           | 「ベラクルス」                                | 『群像』2001年2月号            |
| 第15回（2002年） | 受賞 | 小野正嗣           | 「にぎやかな湾に背負われた船」                | 『小説トリッパー』2001年秋季号 |
| 第15回（2002年） | 候補 | 横田創             | 「裸のカフェ」                                | 『群像』2001年8月号            |
| 第15回（2002年） | 候補 | 舞城王太郎         | 「熊の場所」                                  | 『群像』2001年9月号            |
| 第15回（2002年） | 候補 | 阿部和重           | 『ニッポニアニッポン』                        | 2001年8月 新潮社               |
| 第15回（2002年） | 候補 | 平出隆             | 『猫の客』                                    | 2001年9月 河出書房新社         |
| 第15回（2002年） | 候補 | 綿矢りさ           | 『インストール』                              | 2001年11月 河出書房新社        |
| 第16回（2003年） | 受賞 | 舞城王太郎         | 『阿修羅ガール』                              | 2003年1月 新潮社               |
| 第16回（2003年） | 候補 | 嶽本野ばら         | 『エミリー』                                  | 2002年4月 集英社               |
| 第16回（2003年） | 候補 | 有吉玉青           | 『キャベツの新生活』                          | 2002年9月 講談社               |
| 第16回（2003年） | 候補 | 黒田晶             | 『世界がはじまる朝』                          | 2002年9月 河出書房新社         |
| 第16回（2003年） | 候補 | 佐藤智加           | 『壊れるほど近くにある心臓』                  | 2003年3月 河出書房新社         |
| 第16回（2003年） | 候補 | 野中柊             | 「ジャンピング・ベイビー」                    | 『新潮』2003年4月号            |
| 第17回（2004年） | 受賞 | 矢作俊彦           | 『ららら科學の子』                            | 2003年9月 文藝春秋             |
| 第17回（2004年） | 候補 | いしいしんじ       | 『プラネタリウムのふたご』                    | 2003年4月 講談社               |
| 第17回（2004年） | 候補 | 安達千夏           | 「おはなしの日」                              | 『すばる』2003年12月号         |
| 第17回（2004年） | 候補 | 嶽本野ばら         | 『ロリヰタ。』                                | 2004年1月 新潮社               |
| 第17回（2004年） | 候補 | 鹿島田真希         | 「白バラ四姉妹殺人事件」                      | 『新潮』2004年3月号            |
| 第18回（2005年） | 受賞 | 鹿島田真希         | 「六〇〇〇度の愛」                            | 『新潮』2005年2月号            |
| 第18回（2005年） | 候補 | 中村文則           | 「悪意の手記」                                | 『新潮』2004年5月号            |
| 第18回（2005年） | 候補 | 青木淳悟           | 「クレーターのほとりで」                      | 『新潮』2004年10月号           |
| 第18回（2005年） | 候補 | 本谷有希子         | 「腑抜けども、悲しみの愛を見せろ」            | 『群像』2004年12月号           |
| 第18回（2005年） | 候補 | 三崎亜記           | 『となり町戦争』                              | 2005年1月 集英社               |
| 第18回（2005年） | 候補 | 黒川創             | 「明るい夜」                                  | 『文學界』2005年4月号          |
| 第19回（2006年） | 受賞 | 古川日出男         | 『LOVE』                                      | 2005年9月 祥伝社               |
| 第19回（2006年） | 候補 | いしいしんじ       | 『ポーの話』                                  | 2005年5月 新潮社               |
| 第19回（2006年） | 候補 | 西村賢太           | 『どうで死ぬ身の一踊り』                      | 2006年1月 講談社               |
| 第19回（2006年） | 候補 | 宮崎誉子           | 『少女＠ロボット』                            | 2006年2月 新潮社               |
| 第19回（2006年） | 候補 | 前田司郎           | 「恋愛の解体と北区の滅亡」                    | 『群像』2006年3月号            |
| 第20回（2007年） | 受賞 | 佐藤友哉           | 『1000の小説とバックベアード』                | 2007年3月 新潮社               |
| 第20回（2007年） | 候補 | 西川美和           | 『ゆれる』                                    | 2006年6月 ポプラ社             |
| 第20回（2007年） | 候補 | 本谷有希子         | 『生きてるだけで、愛。』                      | 2006年7月 新潮社               |
| 第20回（2007年） | 候補 | 柴崎友香           | 『また会う日まで』                            | 2007年1月 河出書房新社         |
| 第20回（2007年） | 候補 | いしいしんじ       | 『みずうみ』                                  | 2007年3月 河出書房新社         |

### 第21回から第30回
| 回（発表年）     |      | 著者           | 受賞・候補作                                     | 刊行・掲載元            |
| ---------------- | ---- | -------------- | ------------------------------------------------ | ----------------------- |
| 第21回（2008年） | 受賞 | 田中慎弥       | 『切れた鎖』                                     | 2008年2月 新潮社        |
| 第21回（2008年） | 候補 | 本谷有希子     | 『遭難、』                                       | 2007年5月 講談社        |
| 第21回（2008年） | 候補 | 藤谷治         | 『いつか棺桶はやってくる』                       | 2007年7月 小学館        |
| 第21回（2008年） | 候補 | 日和聡子       | 『おのごろじま』                                 | 2007年11月 幻戯書房     |
| 第21回（2008年） | 候補 | 前田司郎       | 『誰かが手を、握っているような気がしてならない』 | 2008年3月 講談社        |
| 第21回（2008年） | 候補 | 黒川創         | 『かもめの日』                                   | 2008年3月 新潮社        |
| 第22回（2009年） | 受賞 | 前田司郎       | 『夏の水の半魚人』                               | 2009年2月 扶桑社        |
| 第22回（2009年） | 候補 | 村田沙耶香     | 『ギンイロノウタ』                               | 2008年10月 新潮社       |
| 第22回（2009年） | 候補 | 天埜裕文       | 『灰色猫のフィルム』                             | 2009年2月 集英社        |
| 第22回（2009年） | 候補 | いしいしんじ   | 『四とそれ以上の国』                             | 2008年11月 文藝春秋     |
| 第22回（2009年） | 候補 | 青木淳悟       | 『このあいだ東京でね』                           | 2009年2月 新潮社        |
| 第23回（2010年） | 受賞 | 東浩紀         | 『クォンタム・ファミリーズ』                     | 2009年12月 新潮社       |
| 第23回（2010年） | 候補 | 長島有里枝     | 『背中の記憶』                                   | 2009年11月 講談社       |
| 第23回（2010年） | 候補 | 円城塔         | 『烏有此譚』                                     | 2009年12月 講談社       |
| 第23回（2010年） | 候補 | 山崎ナオコーラ | 『この世は二人組ではできあがらない』             | 2010年2月 新潮社        |
| 第23回（2010年） | 候補 | 村田沙耶香     | 『星が吸う水』                                   | 2010年2月 講談社        |
| 第24回（2011年） | 受賞 | 今村夏子       | 『こちらあみ子』                                 | 2011年1月 筑摩書房      |
| 第24回（2011年） | 候補 | 伊佐山ひろ子   | 『海と川の匂い』                                 | 2010年6月 リトルモア    |
| 第24回（2011年） | 候補 | 中森明夫       | 『アナーキー・イン・ザ・JP』                     | 2010年9月 新潮社        |
| 第24回（2011年） | 候補 | 大澤信亮       | 『神的批評』                                     | 2010年10月 新潮社       |
| 第24回（2011年） | 候補 | 柴崎友香       | 『ビリジアン』                                   | 2011年2月 毎日新聞社    |
| 第24回（2011年） | 候補 | 本谷有希子     | 「ぬるい毒」                                     | 『新潮』2011年3月号     |
| 第25回（2012年） | 受賞 | 青木淳悟       | 『私のいない高校』                               | 2011年6月 講談社        |
| 第25回（2012年） | 候補 | 福永信         | 『一一一一一』                                   | 2011年11月 河出書房新社 |
| 第25回（2012年） | 候補 | 木村友祐       | 「イサの氾濫」                                   | 『すばる』2011年12月号  |
| 第25回（2012年） | 候補 | いしいしんじ   | 『ある一日』                                     | 2012年2月 新潮社        |
| 第25回（2012年） | 候補 | 村田沙耶香     | 『タダイマトビラ』                               | 2012年3月 新潮社        |
| 第25回（2012年） | 候補 | 柴崎友香       | 「わたしがいなかった街で」                       | 『新潮』2012年4月号     |
| 第26回（2013年） | 受賞 | 村田沙耶香     | 『しろいろの街の、その骨の体温の』               | 2012年9月 朝日新聞出版  |
| 第26回（2013年） | 候補 | 松田青子       | 『スタッキング可能』                             | 2013年1月 河出書房新社  |
| 第26回（2013年） | 候補 | 黒川創         | 「暗殺者たち」                                   | 『新潮』2013年2月号     |
| 第26回（2013年） | 候補 | いとうせいこう | 『想像ラジオ』                                   | 2013年3月 河出書房新社  |
| 第26回（2013年） | 候補 | 小山田浩子     | 『工場』                                         | 2013年3月 新潮社        |
| 第27回（2014年） | 受賞 | 本谷有希子     | 『自分を好きになる方法』                         | 2013年7月 講談社        |
| 第27回（2014年） | 候補 | 岩城けい       | 『さようなら、オレンジ』                         | 2013年8月 筑摩書房      |
| 第27回（2014年） | 候補 | 上田岳弘       | 「太陽」                                         | 『新潮』2013年11月号    |
| 第27回（2014年） | 候補 | 小林エリカ     | 「マダム・キュリーと朝食を」                     | 『すばる』2014年4月号   |
| 第27回（2014年） | 候補 | 坂口恭平       | 「徘徊タクシー」                                 | 『新潮』2014年4月号     |
| 第28回（2015年） | 受賞 | 上田岳弘       | 「私の恋人」                                     | 『新潮』2015年4月号     |
| 第28回（2015年） | 候補 | 岡田利規       | 『現在地』                                       | 2014年11月 河出書房新社 |
| 第28回（2015年） | 候補 | 高橋弘希       | 『指の骨』                                       | 2015年1月 新潮社        |
| 第28回（2015年） | 候補 | 滝口悠生       | 『愛と人生』                                     | 2015年1月 講談社        |
| 第28回（2015年） | 候補 | 又吉直樹       | 『火花』                                         | 2015年3月 文藝春秋      |
| 第29回（2016年） | 受賞 | 蓮實重彦       | 「伯爵夫人」                                     | 『新潮』2016年4月号     |
| 第29回（2016年） | 候補 | いしいしんじ   | 『悪声』                                         | 2015年6月 文藝春秋      |
| 第29回（2016年） | 候補 | 山下澄人       | 『鳥の会議』                                     | 2015年7月 河出書房新社  |
| 第29回（2016年） | 候補 | 三輪太郎       | 『憂国者たち』                                   | 2015年11月 講談社       |
| 第29回（2016年） | 候補 | 亀山郁夫       | 『新カラマーゾフの兄弟』                         | 2015年11月 河出書房新社 |
| 第30回（2017年） | 受賞 | 宮内悠介       | 『カブールの園』                                 | 2017年1月 文藝春秋      |
| 第30回（2017年） | 候補 | 古谷田奈月     | 『リリース』                                     | 2016年10月 光文社       |
| 第30回（2017年） | 候補 | 町屋良平       | 『青が破れる』                                   | 2016年11月 河出書房新社 |
| 第30回（2017年） | 候補 | 岸政彦         | 『ビニール傘』                                   | 2017年1月 新潮社        |
| 第30回（2017年） | 候補 | 高橋弘希       | 『スイミングスクール』                           | 2017年1月 新潮社        |

### 第31回から第40回
| 回（発表年）     |      | 著者                 | 受賞・候補作                           | 刊行・掲載元                           |
| ---------------- | ---- | -------------------- | -------------------------------------- | -------------------------------------- |
| 第31回（2018年） | 受賞 | 古谷田奈月           | 「無限の玄」                           | 『早稲田文学増刊 女性号』（2017年9月） |
| 第31回（2018年） | 候補 | 服部文祥             | 『息子と狩猟に』                       | 2017年6月 新潮社                       |
| 第31回（2018年） | 候補 | 古川真人             | 『四時過ぎの船』                       | 2017年7月 新潮社                       |
| 第31回（2018年） | 候補 | 高橋弘希             | 『日曜日の人々（サンデー・ピープル）』 | 2017年8月 講談社                       |
| 第31回（2018年） | 候補 | 飴屋法水             | 『彼の娘』                             | 2017年8月 文藝春秋                     |
| 第32回（2019年） | 受賞 | 三国美千子           | 「いかれころ」                         | 『新潮』2018年11月号                   |
| 第32回（2019年） | 候補 | 倉数茂               | 『名もなき王国』                       | 2018年8月 ポプラ社                     |
| 第32回（2019年） | 候補 | 岸政彦               | 「図書室」                             | 『新潮』2018年12月号                   |
| 第32回（2019年） | 候補 | 金子薫               | 『壺中に天あり獣あり』                 | 2019年2月 講談社                       |
| 第32回（2019年） | 候補 | 宮下遼               | 「青痣」                               | 『群像』2019年3月号                    |
| 第33回（2020年） | 受賞 | 宇佐見りん           | 『かか』                               | 2019年11月 河出書房新社                |
| 第33回（2020年） | 候補 | 河﨑秋子             | 『土に贖う』                           | 2019年9月 集英社                       |
| 第33回（2020年） | 候補 | 千葉雅也             | 『デッドライン』                       | 2019年11月 新潮社                      |
| 第33回（2020年） | 候補 | 崔実                 | 「pray human」                         | 『群像』2020年3月号                    |
| 第33回（2020年） | 候補 | 高山羽根子           | 「首里の馬」                           | 『新潮』2020年3月号                    |
| 第34回（2021年） | 受賞 | 乗代雄介             | 『旅する練習』                         | 2021年1月 講談社                       |
| 第34回（2021年） | 候補 | 藤原無雨             | 『水と礫』                             | 2020年11月 河出書房新社                |
| 第34回（2021年） | 候補 | 岸政彦               | 『リリアン』                           | 2021年2月 新潮社                       |
| 第34回（2021年） | 候補 | 李琴峰               | 「彼岸花が咲く島」                     | 『文學界』2021年3月号                  |
| 第34回（2021年） | 候補 | 佐藤厚志             | 「象の皮膚」                           | 『新潮』2021年4月号                    |
| 第35回（2022年） | 受賞 | 岡田利規             | 「ブロッコリー・レボリューション」     | 『新潮』2022年2月号                    |
| 第35回（2022年） | 候補 | 金子薫               | 『道化むさぼる揚羽の夢の』             | 2021年7月 新潮社                       |
| 第35回（2022年） | 候補 | 川本直               | 『ジュリアン・バトラーの真実の生涯』   | 2021年9月 河出書房新社                 |
| 第35回（2022年） | 候補 | 九段理江             | 『Schoolgirl』                         | 2022年1月 文藝春秋                     |
| 第35回（2022年） | 候補 | 永井みみ             | 『ミシンと金魚』                       | 2022年2月 集英社                       |
| 第36回（2023年） | 受賞 | 朝比奈秋             | 『植物少女』                           | 2023年1月 朝日新聞出版                 |
| 第36回（2023年） | 候補 | 年森瑛               | 『N/A』                                | 2022年6月 文藝春秋                     |
| 第36回（2023年） | 候補 | 小池水音             | 「息」                                 | 『新潮』2022年10月号                   |
| 第36回（2023年） | 候補 | 千葉雅也             | 「エレクトリック」                     | 『新潮』2023年2月号                    |
| 第36回（2023年） | 候補 | 野々井透             | 『棕櫚を燃やす』                       | 2023年3月 筑摩書房                     |
| 第37回（2024年） | 受賞 | 大田ステファニー歓人 | 『みどりいせき』                       | 2024年2月 集英社                       |
| 第37回（2024年） | 候補 | 久栖博季             | 「ウミガメを砕く」                     | 『新潮』2023年6月号                    |
| 第37回（2024年） | 候補 | 小砂川チト           | 『猿の戴冠式』                         | 2024年1月 講談社                       |
| 第37回（2024年） | 候補 | 鈴木涼美             | 『YUKARI』                             | 2024年1月 徳間書店                     |
| 第37回（2024年） | 候補 | 間宮改衣             | 『ここはすべての夜明けまえ』           | 2024年3月 早川書房                     |
| 第38回（2025年） | 受賞 | 中西智佐乃           | 「橘の家」                             | 『新潮』2025年3月号                    |
| 第38回（2025年） | 候補 | 小林エリカ           | 『女の子たち風船爆弾をつくる』         | 2024年5月 文藝春秋                     |
| 第38回（2025年） | 候補 | 畠山丑雄             | 『改元』                               | 2024年9月 石原書房                     |
| 第38回（2025年） | 候補 | 待川匙               | 『光のそこで白くねむる』               | 2024年11月 河出書房新社                |
| 第38回（2025年） | 候補 | 小池水音             | 「あなたの名」                         | 『新潮』2024年12月号                   |

## 選考委員
- 第1期（第1回から第4回） - 江藤淳、大江健三郎、筒井康隆、中上健次、宮本輝
- 第2期（第5回から第8回） - 石原慎太郎、江藤淳、高橋源一郎、筒井康隆、宮本輝
- 第3期（第9回から第12回） - 青野聰、石原慎太郎、江藤淳（第10回は欠席。第10回まで）、筒井康隆、宮本輝
- 第4期（第13回から第16回） - 島田雅彦、髙樹のぶ子、筒井康隆、福田和也、宮本輝
- 第5期（第17回から第20回） - 同上
- 第6期（第21回から第24回） - 小川洋子、川上弘美、辻原登、平野啓一郎、町田康
- 第7期（第25回から第28回） - 川上弘美、高村薫、辻原登、平野啓一郎、町田康
- 第8期（第29回から第32回） - 同上
- 第9期（第33回から第36回） - 川上未映子、高橋源一郎、多和田葉子、中村文則、松家仁之
- 第10期（第37回から） - 同上